# جزایر ایزو

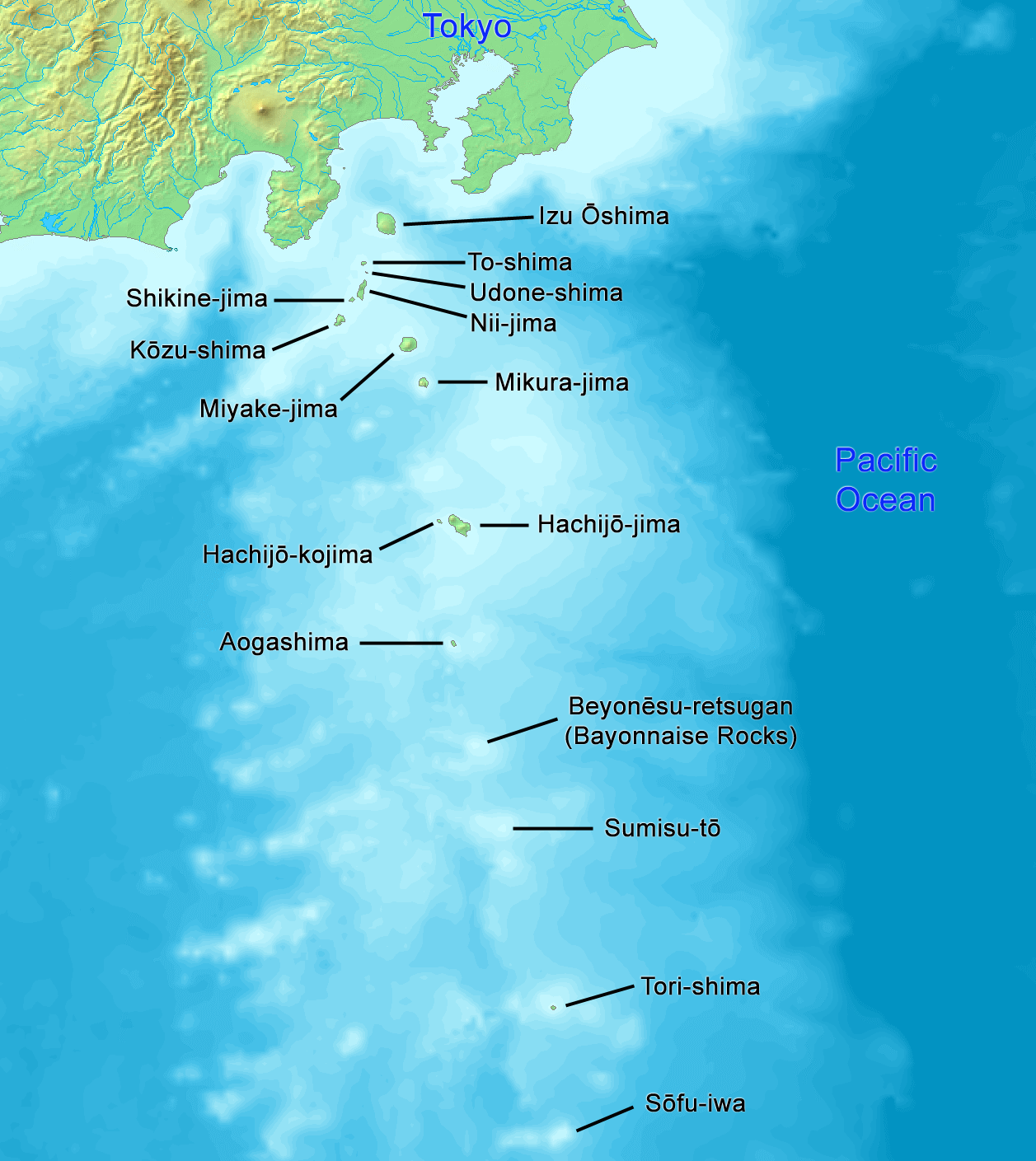
مجمع‌الجزایر ایزو

مجمع‌الجزایر ایزو (به ژاپنی: 伊豆諸島 Izu islands) به تعدادی از جزایر آتشفشانی متعلق به ژاپن واقع در اقیانوس آرام، دریای فیلیپین گفته می‌شود.
از جنوب شرقی شبه جزیره ایزو، یعنی مابین جزیرهٔ
ایزو اوشیما تا جزیره سُوفویی وا (孀婦岩) در حدود یکصد جزیره وجود دارد که همگی جزئی از استان توکیو محسوب می‌شوند. تنها در ۹ جزیره از جزایر ایزو، مردم ساکن هستند و دیگر جزایر آن بدون سکنه است. این جزایر به ۲ شهر و ۶ روستا تقسیم می‌شود. بزرگترین جزیرهٔ آن ایزو اوشیما است که اوشیما نیز خوانده می‌شود.

## تقسیمات جزایر ایزو
از نظر اداری این جزایر به سه بخش تقسیم می‌شوند.
- ایزو اوشیما (大島)  (شهر)
  - توشیما (利島)  (روستا)
  - نی‌ایجیما (新島)  (روستا)
  - کوزوشیما (神津島)  (روستا)
- میاکه جیما (三宅島)  (روستا)
  - میکوراجیما (御蔵島)  (روستا)
- هاچیجوجیما (八丈島)  (شهر)
  - آئوگاشیما (青ヶ島)  (روستا)

## جزایر
| تصویر | Name Kanji                                     | مساحت km² | جمعیت 2007 | Peak m | Peak Name                | مختصات                                                          |
| ----- | ---------------------------------------------- | --------- | ---------- | ------ | ------------------------ | --------------------------------------------------------------- |
|       | ایزواوشیما 伊豆大島                            | 91.06     | 8472       | 764    | Mihara                   | ۳۴°۴۴′ شمالی ۱۳۹°۲۴′ شرقی / ۳۴٫۷۳۳°شمالی ۱۳۹٫۴۰۰°شرقی           |
|       | توشیما 利島                                    | 4.12      | 304        | 508    | Miyatsuka                | ۳۴°۳۱′ شمالی ۱۳۹°۱۷′ شرقی / ۳۴٫۵۱۷°شمالی ۱۳۹٫۲۸۳°شرقی           |
|       | Udone-shima 鵜渡根島                           | 0.4       | - 1)       | 210    |                          | ۳۴°۲۸′۲۱″ شمالی ۱۳۹°۱۷′۳۸″ شرقی / ۳۴٫۴۷۲۵۰°شمالی ۱۳۹٫۲۹۳۸۹°شرقی |
|       | نی‌ایجیما (with Hanshima and Jinai-tō) 新島     | 23.53     | 2420       | 432    | Miyatsuka                | ۳۴°۲۲′ شمالی ۱۳۹°۱۶′ شرقی / ۳۴٫۳۶۷°شمالی ۱۳۹٫۲۶۷°شرقی           |
|       | Shikine-jima 式根島                            | 3.9       | 600        | 109    | Kambiki                  | ۳۴°۱۹٫۵′ شمالی ۱۳۹°۱۳′ شرقی / ۳۴٫۳۲۵۰°شمالی ۱۳۹٫۲۱۷°شرقی        |
|       | کوزوشیما 神津島                                | 18.87     | 1914       | 574    | Tenjō-zan                | ۳۴°۱۳′ شمالی ۱۳۹°۹′ شرقی / ۳۴٫۲۱۷°شمالی ۱۳۹٫۱۵۰°شرقی            |
|       | میاکجیما 三宅島                                | 55.48     | 2382       | 815    | Oyama                    | ۳۴°۵′ شمالی ۱۳۹°۳۲′ شرقی / ۳۴٫۰۸۳°شمالی ۱۳۹٫۵۳۳°شرقی            |
|       | Ōnohara-jima 大野原島                          | 0.02      | -          | 114    | Koyasu                   | ۳۴°۰۲′۵۳″ شمالی ۱۳۹°۲۳′۰۲″ شرقی / ۳۴٫۰۴۸۰۶°شمالی ۱۳۹٫۳۸۳۸۹°شرقی |
|       | میکوراجیما 御蔵島                              | 20.58     | 313        | 851    | Oyama                    | ۳۳°۵۲٫۵′ شمالی ۱۳۹°۳۶′ شرقی / ۳۳٫۸۷۵۰°شمالی ۱۳۹٫۶۰۰°شرقی        |
|       | Inamba-jima 藺灘波島                           | 0.005     | -          | 74     |                          | ۳۳°۳۸′۵۳″ شمالی ۱۳۹°۱۸′۰۸″ شرقی / ۳۳٫۶۴۸۰۶°شمالی ۱۳۹٫۳۰۲۲۲°شرقی |
|       | هاچیجوجیما 八丈島                              | 69.54     | 8363       | 854    | Nishiyama (Hachijō-Fuji) | ۳۳°۷′ شمالی ۱۳۹°۴۷′ شرقی / ۳۳٫۱۱۷°شمالی ۱۳۹٫۷۸۳°شرقی            |
|       | Hachijō-kojima 八丈小島                        | 3.08      | - 2)       | 616.8  | Taihei-zan               | ۳۳°۷′۳۱″ شمالی ۱۳۹°۴۱′۱۸″ شرقی / ۳۳٫۱۲۵۲۸°شمالی ۱۳۹٫۶۸۸۳۳°شرقی  |
|       | Aogashima 青ヶ島                               | 5.98      | 192        | 423    | Maruyama (Ō-Toppu)       | ۳۲°۲۷′۲۹″ شمالی ۱۳۹°۴۶′۰۴″ شرقی / ۳۲٫۴۵۸۰۶°شمالی ۱۳۹٫۷۶۷۷۸°شرقی |
|       | Bayonnaise Rocks --- Myōjin-shō ベヨネース列岩 | 0.01      | -          | 9,9    |                          | ۳۱°۵۳′۱۴″ شمالی ۱۳۹°۵۵′۰۳″ شرقی / ۳۱٫۸۸۷۲۲°شمالی ۱۳۹٫۹۱۷۵۰°شرقی |
|       | Sumisu-tō 須美寿島                             | 0.02      | -          | 136    |                          | ۳۱°۲۶′۱۳″ شمالی ۱۴۰°۰۲′۴۹″ شرقی / ۳۱٫۴۳۶۹۴°شمالی ۱۴۰٫۰۴۶۹۴°شرقی |
|       | Tori-shima 鳥島                                | 4.79      | - 3)       | 394    | Iō-zan                   | ۳۰°۲۸′۴۸″ شمالی ۱۴۰°۱۸′۲۲″ شرقی / ۳۰٫۴۸۰۰۰°شمالی ۱۴۰٫۳۰۶۱۱°شرقی |
|       | Sōfu-iwa 孀婦岩                                | 0.005     | -          | 99     |                          | ۲۹°۴۷′۳۹″ شمالی ۱۴۰°۲۰′۳۱″ شرقی / ۲۹٫۷۹۴۱۷°شمالی ۱۴۰٫۳۴۱۹۴°شرقی |

## دسترسی به جزیره

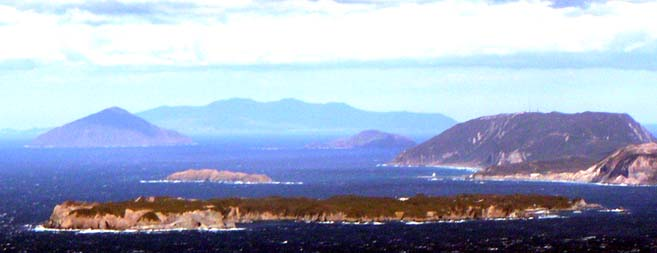
تصویر پانورا از محدوده جغرافیایی جزیره ایزو در ژاپن

برای رفتن به این جزایر باید از کشتی یا قایق‌های شرکت دریایی توکائی کیسن  (東海汽船) استفاده کرد.  به طور کلی از هفت ترمینال مختلف این شرکت در شرق هونشوی ژاپن می‌توان به هفت جزیرهٔ سیاحتی مجمع الجزایر ایزو سفر کرد. در داخل توکیو دو ترمینال توکائی کیسن وجود دارد. ترمینال واقع در یوکوهاما بنام اوسان باشی (横浜／大さん橋ターミナル) و ترمینال دیگر در ایستگاه هاماماتسوماچی (浜松町駅) (یکی از ایستگاه‌های خط یامانُوتِه‌سن) واقع شده و  تاکه شیبا (東京・竹芝客船ターミナル) نام دارد. از در شمالی ایستگاه هاماماتسوماچی تا ترمینال تاکه شیبا در حدود ۷ دقیقه پیاده راه است.

## نگارخانه

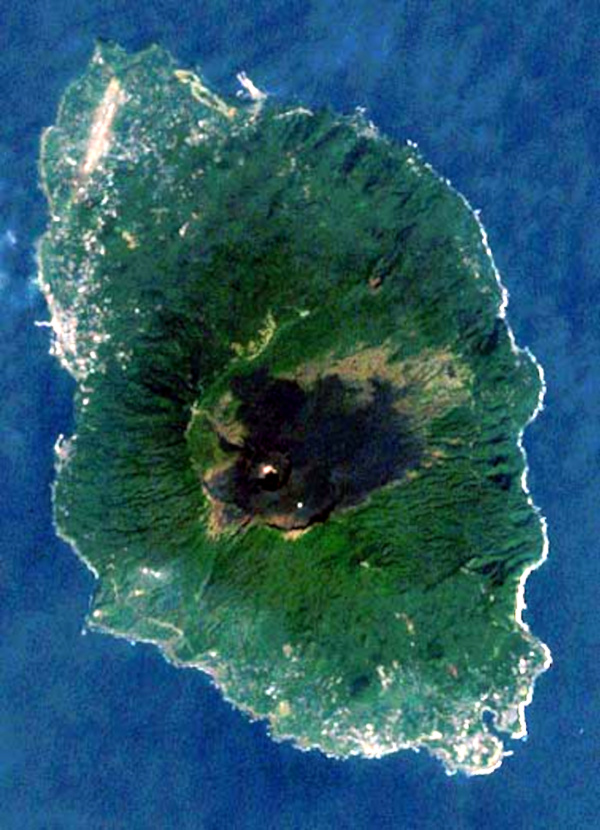
جزیرهٔ ایزو اوشیما (大島). برای بهتر دیدن عکس بر روی آن کلیک کنید.
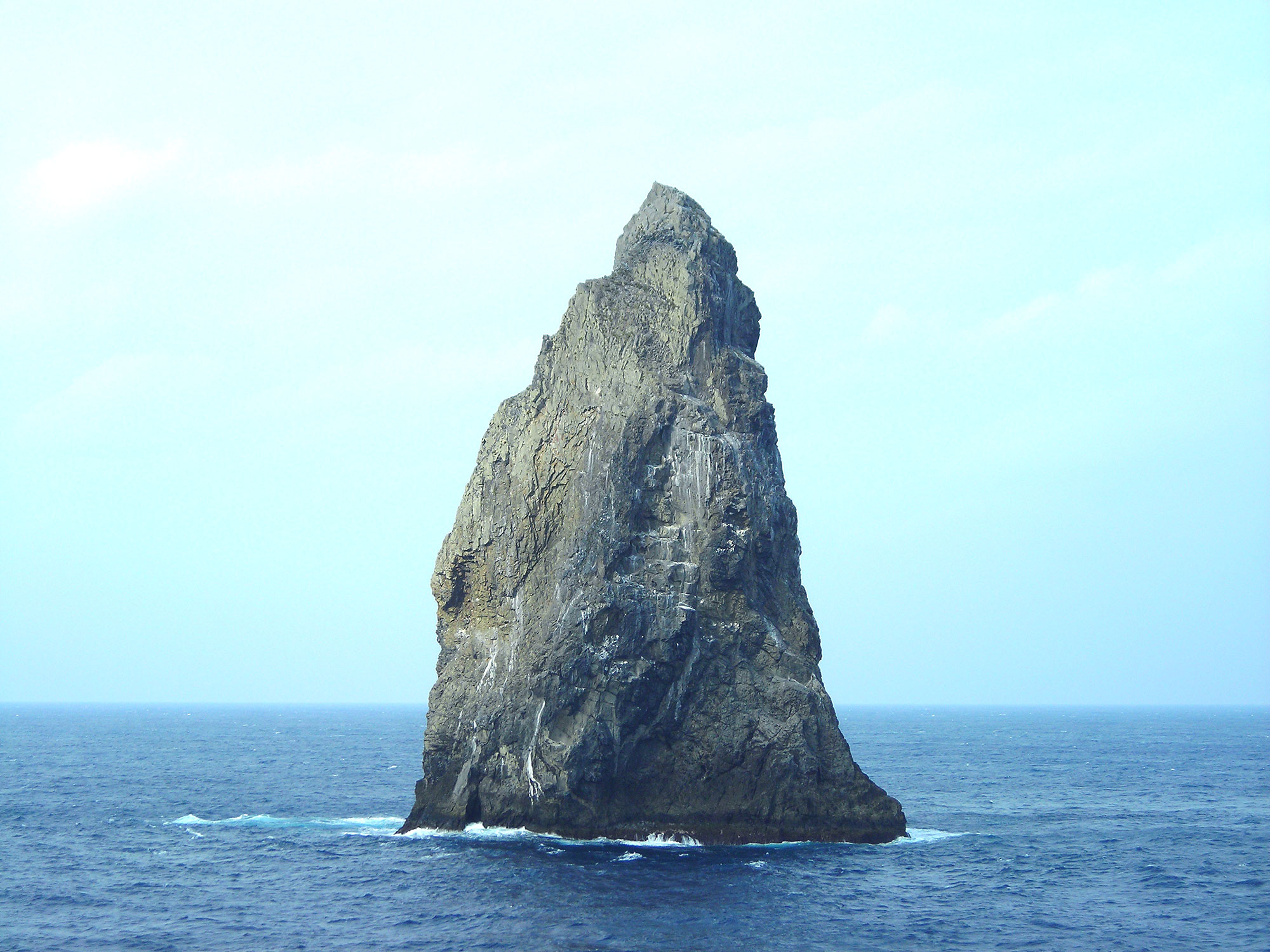
جزیرهٔ سُوفویی وا (孀婦岩). برای بهتر دیدن عکس بر روی آن کلیک کنید.
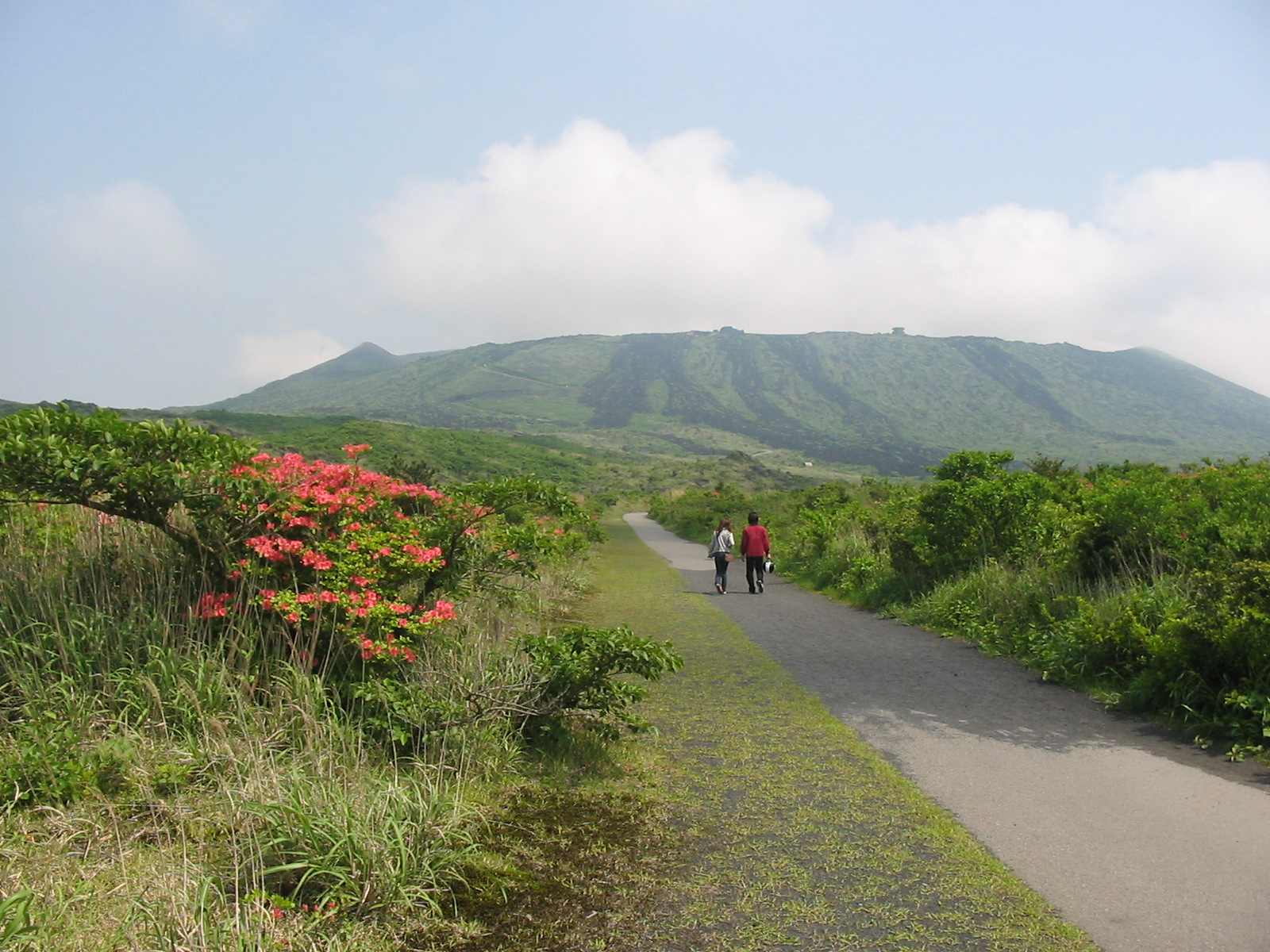
کوه میهارا در جزیرهٔ ایزو اوشیما. برای بهتر دیدن عکس بر روی آن کلیک کنید.
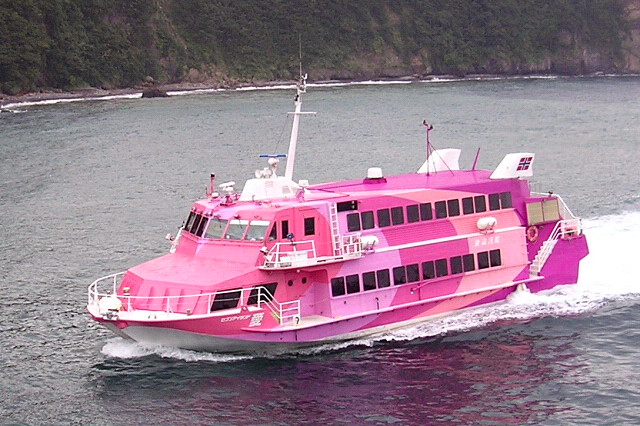
یکی از قایق‌های شرکت توکائی کیسن. برای بهتر دیدن عکس بر روی آن کلیک کنید.